# Dolf Henkes

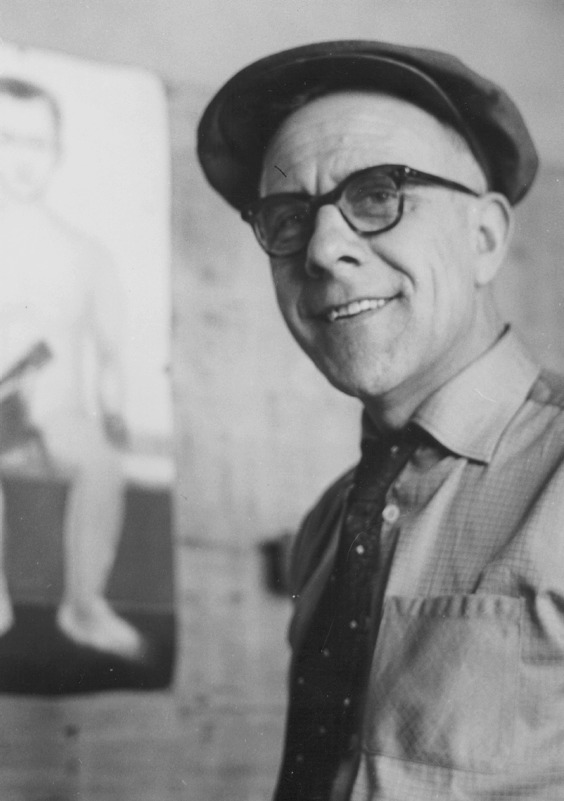
Portret van Dolf, Roelof Lucas Johannes Henkes, beeldend kunstenaar, 1950s

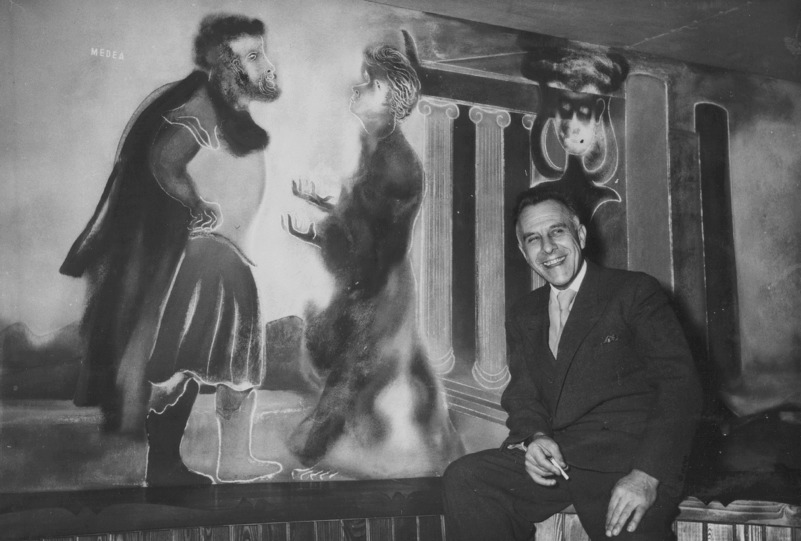
Portret van Dolf Henkes in de foyer van de Rotterdamse Schouwburg, 1954

Roelof Lucas Johannes (Dolf) Henkes (Rotterdam, 14 november 1903 - aldaar, 9 januari 1989) was een Nederlands schilder en beeldend kunstenaar. 
Henkes groeide op in Rotterdam-Katendrecht, waar hij vrijwel zijn hele leven woonde en werkte, en was voor de Tweede Wereldoorlog lid van de kunstenaarsgroep R 33. Na de oorlog had hij diverse tentoonstellingen, onder meer in Museum Boijmans Van Beuningen.
Hij koos zijn motieven uit de wereld om zich heen: de mensen en het havenbedrijf, portretten, stillevens, landschappen, de verwoestingen in de Rotterdamse haven, naaktstudies, en hij vervulde een twintigtal monumentale opdrachten. 
Bij testament liet hij zijn atelier-collectie van schilderijen en duizenden werken op papier na aan de staat; deze wordt beheerd door de Rijksdienst voor het Cultureel Erfgoed.

## Dolf Henkesprijs
Sinds 2004 wordt tweejaarlijks de naar hem genoemde  Dolf Henkesprijs uitgereikt aan een kunstenaar die past in het profiel dat is geschetst door  hemzelf: jong, eigenzinnig en met een bijzondere band met de stad Rotterdam en/of de Nederlandse Antillen.
De prijs bestaat uit een geldbedrag van 12.000 euro. Het werk van de winnaar en de overige genomineerden wordt tentoongesteld in de Rotterdamse tentoonstellingsruimte TENT.

### Winnaars
- 2004 - Jeroen Eisinga
- 2006 - Erik van Lieshout
- 2008 - Melvin Moti
- 2010 - Lara Almarcegui
- 2012 - Gyz La Rivière
- 2014 - Lidwien van de Ven[2]
- 2016 - Katarina Zdjelar[3]
- 2019 - Evelyn Taocheng Wang[4]